# نوام جنكينز
نوام جنكينز هو ممثل كندي، ولد في 31 ديسمبر 1983.

## أعمال

### أفلام
- (1998) 54[1]
- (2002) جون كيو[2]
- (2005) سو 2
- (2006) سو 3[3][4]
- (2007) سو 4
- (2010) سو ثري دي[5][6]

### مسلسلات
- الناجي المعين
- كوانتيكو

## وصلات خارجية
- نوام جنكينز على موقع IMDb (الإنجليزية)
- نوام جنكينز على موقع ألو سيني (الفرنسية)
- نوام جنكينز على موقع أول موفي (الإنجليزية)
- نوام جنكينز على موقع قاعدة بيانات الأفلام السويدية (السويدية)
- نوام جنكينز على موقع قاعدة بيانات الفيلم (الإنجليزية)
- نوام جنكينز على موقع كينوبويسك (الروسية)